# Simulium lobatoi
Simulium lobatoi är en tvåvingeart som beskrevs av Dias, Hernandez, Maia-Herzog och Anthony John Shelley 2004. Simulium lobatoi ingår i släktet Simulium och familjen knott. Inga underarter finns listade i Catalogue of Life.